# Bandera de Australia Meridional
La forma actual de la bandera de Australia Meridional fue adoptada oficialmente por el gobierno de Australia Meridional en 1904.
La bandera se basa en la adición a la Enseña Azul Británica del escudo del estado situado en la parte central. El escudo es un disco de oro con la representación de un verdugo flautista con sus alas extendidas, que en Australia Meridional es conocida como piping shrike. La insignia se cree que fue diseñada por Robert Craig.

## Banderas anteriores
La primera bandera de Australia Meridional fue aprobada en 1870. Era también una Enseña Azul Británica, pero con un disco negro en que contenía la representación de la Cruz del Sur, además de Alfa y Beta Centauri.
Australia Meridional aprueba un segundo pabellón en 1876, también una Enseña Azul, con una nueva insignia, cuyo diseño artístico representaba una versión de la llegada de Britania (una mujer de amplia vestimenta portando un escudo), que representa a los nuevos colonos, encontrándose con un aborigen sentado con una lanza en una costa rocosa. Un canguro aparece tallado en las rocas detrás del aborigen. Esta bandera fue adoptada tras una petición de la Oficina Colonial Británica para una nueva concepción de la antigua debido a su similitud con las banderas de Nueva Zelanda y de Victoria.

Bandera de Australia Meridional (1870-1876)
Estandarte del Gobernador de Australia Meridional (1870-1876)
Estandarte del Gobernador (1904-1975)
Estandarte del Gobernador de Australia Meridional